# Семёновка (Задонский район)

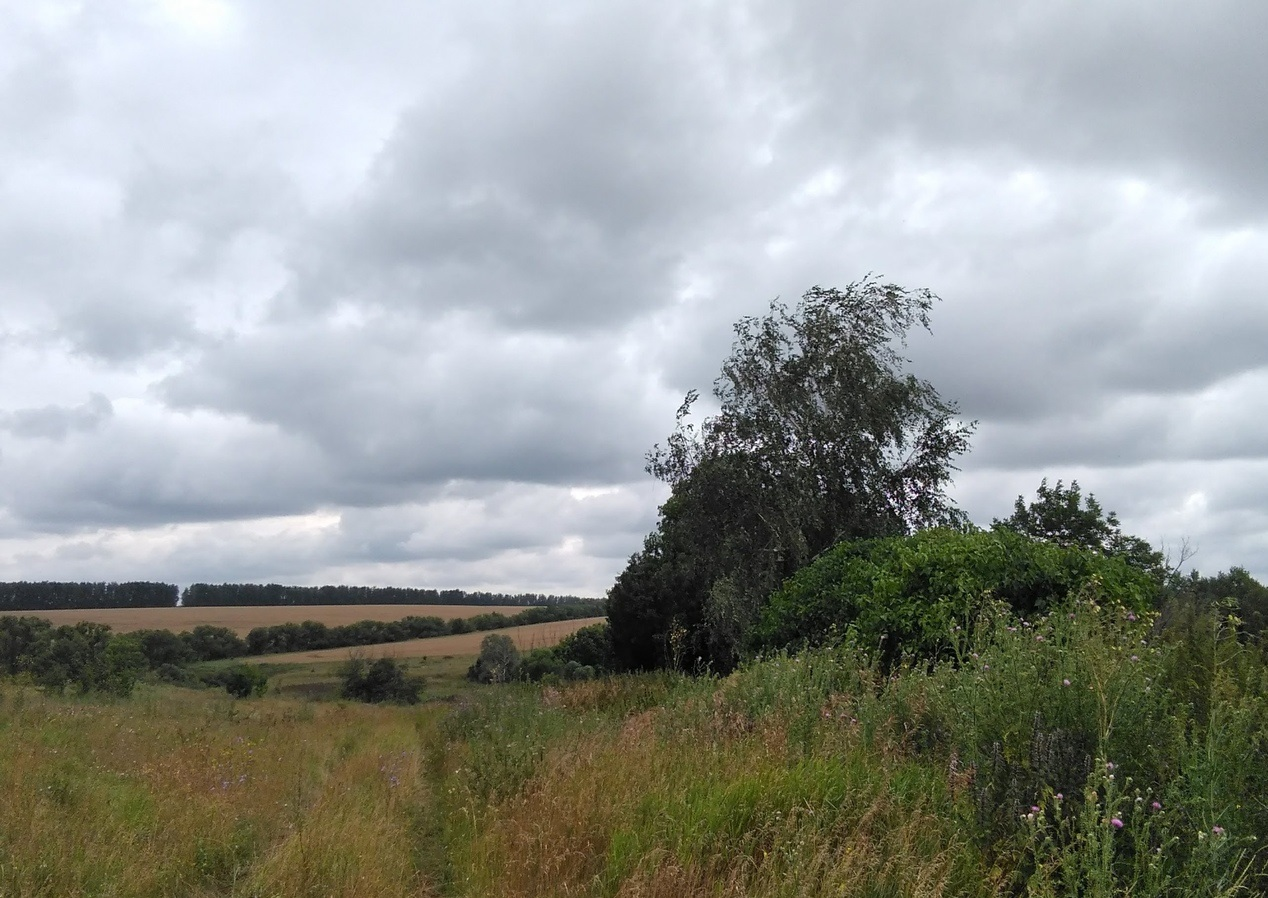
Деревня Семёновка

Семёновка (Бори́скино) — деревня Калабинского сельского поселения Задонского района Липецкой области.

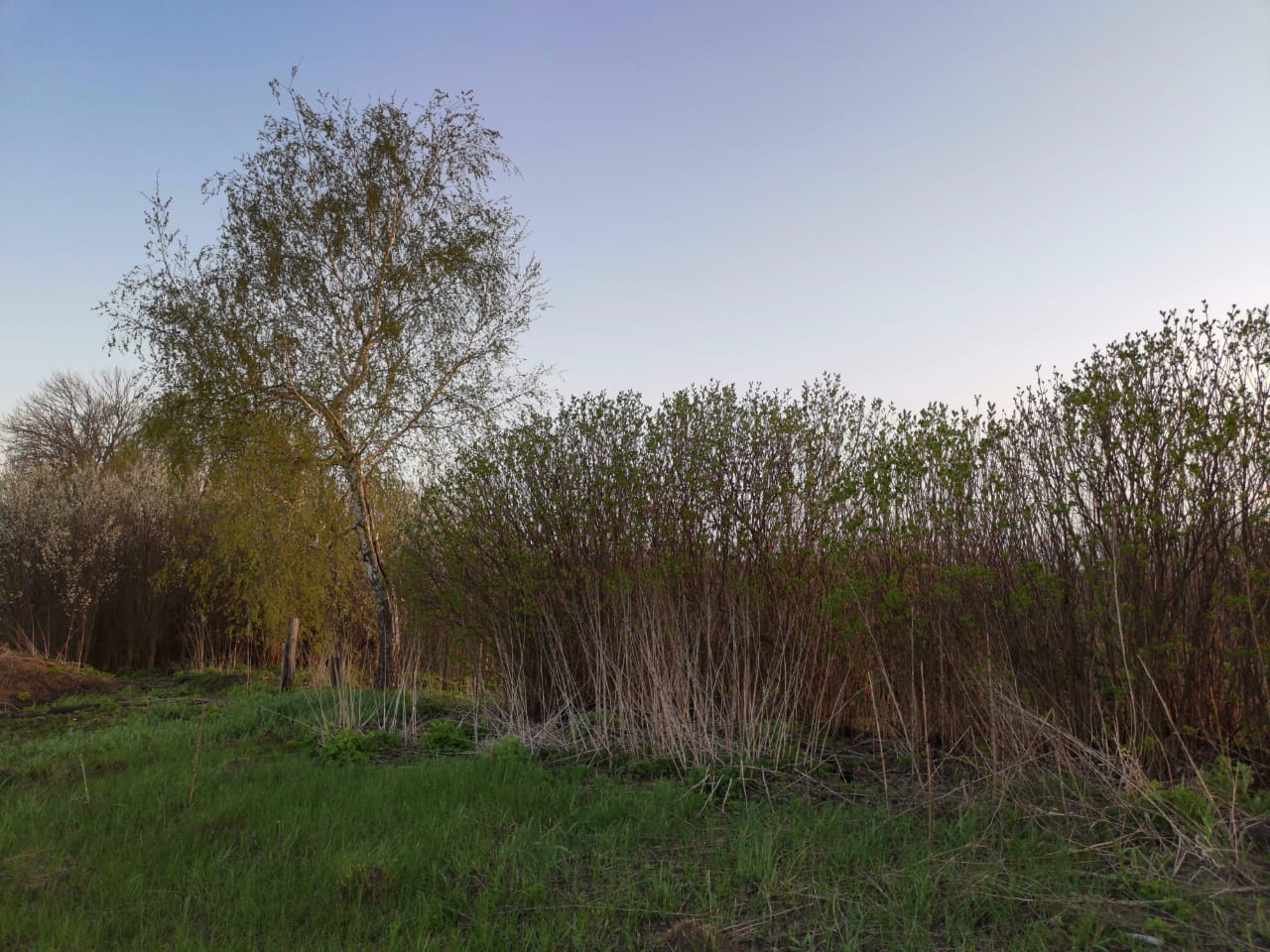
На этом месте стоял дом семьи Маликовых Николая и Раисы (Климовой)

## География
Семёновка находится в крайней юго-западной части Задонского района, в 27 км к юго-западу от Задонска. Располагается на левом берегу реки Таволжан.

## История
Семёновка основана не позднее второй половины XIX века. Впервые упоминается в «Списке населённых мест» Воронежской губернии 1859 года как «владельческая деревня Товолжанец (Таволжанец) при ручье Товолжанце, 1 двор, 18 жителей».
В переписи населения СССР 1926 года отмечается как хутор, 10 дворов, 56 жителей. В 1932 году — деревня, 104 жителя. Известно также под названием «Борискино».
В годы Великой Отечественной войны в соседней деревне Трактор располагался военный госпиталь, умерших от ран воинов хоронили в Семёновке.
С 1928 года в составе Задонского района Елецкого округа Центрально-Чернозёмной области. После разделения ЦЧО в 1934 году, в составе Задонского района Воронежской, с 1937 года Орловской, а с 1954 года вновь образованной Липецкой области.

## Достопримечательности
- Мемориальное кладбище воинов, погибших в годы Великой Отечественной войны.

## Транспорт
Грунтовыми дорогами связана с деревнями Трактор, Ивановка, сёлами Нижний Ломовец, Архангельское.

## Население
| 1926 | 1932 | 2010 |
| ---- | ---- | ---- |
| 56   | ↗104 | ↘0   |